# Kumhari
Kumhari là một thị xã và là một nagar panchayat của quận Durg thuộc bang Chhattisgarh, Ấn Độ.

## Địa lý
Kumhari có vị trí 21°16′B 81°31′Đ / 21,27°B 81,52°Đ Nó có độ cao trung bình là 285 mét (935 feet).

## Nhân khẩu
Theo điều tra dân số năm 2001 của Ấn Độ, Kumhari có dân số 29.737 người. Phái nam chiếm 52% tổng số dân và phái nữ chiếm 48%. Kumhari có tỷ lệ 63% biết đọc biết viết, cao hơn tỷ lệ trung bình toàn quốc là 59,5%: tỷ lệ cho phái nam là 71%, và tỷ lệ cho phái nữ là 54%. Tại Kumhari, 16% dân số nhỏ hơn 6 tuổi.